# Constitució espanyola de 1845
La Constitució Espanyola del 1845 era de tendència liberal molt conservadora, que recollia els principis polítics del Partit Moderat:
- Sobirania conjunta del rei i de les Corts Generals.
- Monarquia constitucional amb una clara preponderància del monarca sobre les Corts Generals.
- Confessionalitat catòlica de l'Estat.
- Sistema parlamentari bicameral.
- Sufragi censatari molt restringit.

Va estar en vigor fins al 1868, llevat del Bienni Progressista (1854-1856).